# Hiroši Saeki
Hiroši Saeki (26. května 1936 – 2010) byl japonský fotbalista.

## Klubová kariéra
Hrával za Yawata Steel.

## Reprezentační kariéra
Hiroši Saeki odehrál za japonský národní tým v letech 1958–1961 celkem 4 reprezentačních utkání.

## Statistiky
| Japonsko | Japonsko | Japonsko |
| Roky     | Záp.     | Góly     |
| -------- | -------- | -------- |
| 1958     | 1        | 0        |
| 1959     | 1        | 0        |
| 1960     | 0        | 0        |
| 1961     | 2        | 0        |
| Celkem   | 4        | 0        |